# Джадиды (сборник)
Джадиды (узб. Jadidlar) — узбекское восьмитомное собрание книг о джадидах, вышедшее в 2022 году.
Сборник издан в 2022 году издательством «Ёшлар» в мягкой обложке, на латинице в виде карманной книжки. Проект возглавил директор Агентства по делам молодежи Алишер Садуллаев. Сборник «Джадидлар» бесплатно распространялся среди заинтересованных лиц и организаций.
Коллекция стала популярной, как только о ней было объявлено. В частности, в социальных сетях горячо обсуждалось внимание к новинкам, уникальный дизайн брошюр, а также то, что сборник изначально распространялся бесплатно.
На подготовку сборника к изданию израсходовано 1 416 800 000 сумов. Каждому автору было выделено по 10 млн сумов.

## Разделы
Каждый трактат о жизни и деятельности восьми борцов написан различными авторами.
| Том     | Предмет                       | Автор                  | ISBN              | Страницы |
| ------- | ----------------------------- | ---------------------- | ----------------- | -------- |
| 1. (Дж) | Гулям Зафарий                 | Олим Усмонов           | 978-9943-6682-6-3 | 156      |
| 2. (А)  | Абдулхамид Чулпан             | Дилмурод Куронов       | 978-9943-6682-4-9 | 160      |
| 3. (Д)  | Исхокхон Тура Ибрат           | Улугбек Долимов        | 978-9943-6682-3-3 | 180      |
| 4. (Я)  | Абдурауф Фитрат               | Хамидулла Болтабоев    | 978-9943-6682-5-6 | 144      |
| 5. (Д)  | Абдулла Кадыри                | Баходир Каримов        | 978-9943-6682-7-0 | 160      |
| 6. (л)  | Абдулла Авлони                | Олтинбек Олим          | 978-9943-6682-1-8 | 156      |
| 7. (А)  | Абдурашидханов, Мунаввар Кары | Сотимжон Холбоев       | 978-9943-6682-8-7 | 152      |
| 8. (Р)  | Махмуд Ходжа Бехбуди          | Зайнобидин Абдирашидов | 978-9943-6682-2-5 | 156      |

## Команда
Сборник брошюр «Жадидлар» подготовлен под руководством Алишера Садуллаева, директора Агентства по делам молодежи. В состав творческой группы вошли Кандиль Бобокулов и Мехриноз Аббасова. Также в подготовке работы к печати принимали участие: Бахадыр Каримов — ответственный редактор, Саидмурад Холбеков — редактор, Мухаммадхан Юсупов — художественный редактор, Дилмурод Джалилов — технический редактор, Ахтам Розимуротов — редактор страницы, Нигора Ганиева — корректор. Тираж книг — 23 тыс. экземпляров.